# Pape Meïssa Ba
Pape Meïssa Ba (Dakar, 4 luglio 1997) è un calciatore senegalese, attaccante dello Schalke 04.

## Carriera
Cresciuto nel Dakar Sacré-Cœur in Senegal, il 23 febbraio 2019 è stato acquistato dal Troyes, che lo ha inizialmente assegnato alla seconda squadra. L'8 novembre 2019 ha debuttato in prima squadra nell'incontro di Ligue 2 pareggiato 0-0 contro il Nancy ed il 3 dicembre ha segnato il suo primo gol, decidendo l'incontro vinto 1-0 contro il Rodez.
Il 31 gennaio 2021 è stato acquistato a titolo definitivo dal Red Star. Il 6 luglio ha prolungato il contratto con il club della capitale e la stagione successiva si è laureato capocannoniere del Championnat National con 21 reti in 31 incontri.
Nel giugno del 2022 ha firmato un contratto triennale con il Grenoble, club della seconda divisione francese.

## Statistiche

### Presenze e reti nei club
Statistiche aggiornate al 25 febbraio 2024.
| Stagione        | Squadra         | Campionato      | Campionato | Campionato | Coppe nazionali | Coppe nazionali | Coppe nazionali | Coppe continentali | Coppe continentali | Coppe continentali | Altre coppe | Altre coppe | Altre coppe | Totale | Totale | Totale |
| Stagione        | Squadra         | Comp            | Pres       | Reti       | Comp            | Pres            | Reti            | Comp               | Pres               | Reti               | Comp        | Pres        | Reti        | Pres   | Reti   |        |
| --------------- | --------------- | --------------- | ---------- | ---------- | --------------- | --------------- | --------------- | ------------------ | ------------------ | ------------------ | ----------- | ----------- | ----------- | ------ | ------ | ------ |
| feb.-giu. 2019  | Troyes 2        | N3              | 5          | 2          |                 | -               | -               |                    | -                  | -                  |             | -           | -           | 5      | 2      |        |
| 2019-2020       | Troyes 2        | N3              | 11         | 4          |                 | -               | -               |                    | -                  | -                  |             | -           | -           | 11     | 4      |        |
| 2019-2020       | Troyes          | L2              | 9          | 1          | CF+CdL          | 1+0             | 0               |                    | -                  | -                  |             | -           | -           | 10     | 1      |        |
| 2020-gen. 2021  | Troyes          | L2              | 11         | 2          | CF              | 0               | 0               |                    | -                  | -                  |             | -           | -           | 11     | 2      |        |
| gen.-giu. 2021  | Red Star        | N1              | 15         | 3          | CF              | 4               | 3               |                    | -                  | -                  |             | -           | -           | 19     | 6      |        |
| 2021-2022       | Red Star        | N1              | 31         | 21         | CF              | 2               | 0               |                    | -                  | -                  |             | -           | -           | 33     | 21     |        |
| 2022-2023       | Grenoble        | L2              | 35         | 2          | CF              | 5               | 1               |                    | -                  | -                  |             | -           | -           | 40     | 3      |        |
| 2023-2024       | Grenoble        | L2              | 23         | 11         | CF              | 1               | 1               |                    | -                  | -                  |             | -           | -           | 24     | 12     |        |
| Totale carriera | Totale carriera | Totale carriera | 140        | 46         |                 | 13              | 5               |                    | -                  | -                  |             | -           | -           | 153    | 51     |        |

## Palmarès

### Individuale
- Capocannoniere del Championnat National: 1

2021-2022 (21 gol)